# Porzuna
Porzuna település Spanyolországban, Ciudad Real tartományban. Porzuna Retuerta del Bullaque, Malagón, Piedrabuena, El Robledo és Alcoba községekkel határos. Lakosainak száma 3516 fő (2024).

## Népesség
A település népessége az elmúlt években az alábbi módon változott:
| Lakosok száma | 3876 | 3932 | 4013 | 4104 | 4056 | 3925 | 3661 | 3532 | 3495 | 3516 |
|               | 2001 | 2004 | 2006 | 2009 | 2011 | 2014 | 2016 | 2019 | 2021 | 2024 |